# مايك إليس (منافس ألعاب قوى)
مايك إليس (بالإنجليزية: Mike Ellis)‏ هو منافس ألعاب قوى بريطاني، ولد في 3 سبتمبر 1936.

## وصلات خارجية
- مايك إليس على موقع أوليمبيديا (الإنجليزية)